# Hebius arquus
Espèce
Synonymes
- Amphiesma arquus David & Vogel, 2010

Hebius arquus est une espèce de serpents de la famille des Natricidae.

## Répartition
Cette espèce est endémique de Kalimantan en Indonésie.

## Description
Hebius arquus mesure 609 mm dont 427 mm sans la queue et 182 mm pour la queue.

## Publication originale
- David & Vogel, 2010 : A new species of Natricine snake genus Amphiesma from Borneo (Squamata: Natricidae). Russian Journal of Herpetology, vol. 17, no 2, p. 121-127.